# Anja Milenkovič
Anja Milenkovič (* 23. Juni 1982 in Ljubljana) ist eine slowenische Fußballspielerin.

## Karriere

### Verein
Milenkovič begann während ihres Studiums an der Universität von Ljubljana mit dem Fußballspielen mit dem slowenischen Erstligisten Tiskarna Novo mesto. 2000 verließ sie Novo mesto und wechselte zum Ligarivalen ŽNK Jarše. Dort erzielte sie in zwei Spielzeiten in 30 Spielen 14 Tore, was ihr im Sommer 2002 einen Vertrag beim Vizemeister ŽNK Domžale brachte. Sie blieb wiederum zwei Jahre bei Domzale und erzielte 14 Tore in 29 Spielen, bevor Milenkovič zum Meister ŽNK Krka ging. Sie kam in Krka auf 56 Einsätze und erzielte dabei 9 Tore, dies verhalf ihr zum Transfer nach Italien, wo sie im Sommer 2008 bei UPC Tavagnacco unterschrieb. Nach einer Saison in Italien wechselte sie über den Brenner zum österreichischen Superliga-Verein SK Kelag Kärnten. Am 27. Oktober 2011 wechselte sie von SK Kelag Kärnten nach Italien zu ASD Calcio Chiasiellis aus Mortegliano. Nachdem sie in 20 Spielen 5 Tore erzielt hatte, kehrte sie nach Slowenien zurück und unterschrieb für den ŽNK Maribor. Im Sommer 2013 kehrte sie nach Österreich zurück und unterschrieb bei SG SK Sturm Graz/FC Stattegg.

### International
Milenkovič ist A-Nationalspielerin von Slowenien.